# 馬克西姆·克里夫佐夫
馬克西姆·亚历山德羅維奇·克里夫佐夫（羅馬化：Maksym Oleksandrovych Kryvtsov，1990年1月23日—2024年1月7日），呼號達利（Далі），是烏克蘭詩人、公眾人物、志願兵和軍人，軍銜下士。他是俄烏戰爭的參與者。

## 生平
克里夫佐夫於1990年1月22日出生在羅夫諾州羅夫諾。他的父親是報刊銷售員，母親是學校圖書館員。他就讀於羅夫諾第23和第28中學。他畢業於羅夫諾的技術學院，專業是「不織布生產」。
2014年，他畢業於基輔國立技術與設計大學，主修鞋類和皮革製品設計。他曾在羅夫諾不織布材料工廠工作，擔任銷售顧問，裁縫師傅的助手，以及兒童愛國教育項目「條紋浣熊」的社交媒體專員。
同年，他參與廣場革命及其後的頓巴斯戰爭。自2014年起，他以志願兵的身份親上前線。由於他留有像薩爾瓦多·達利的鬍子，所以他選擇用「達利」為呼號。2014年至2015年，他作為右區憲兵第5營的一份子參與戰鬥行動。2016年至2019年，其成為烏克蘭國民警衛隊快速反應旅的高級機槍手。在他退役後，他任烏克蘭東部戰爭參與者重新適應和康復中心的內容管理員和以及退伍軍人中心的撰稿人。
隨著2022年俄羅斯入侵烏克蘭，他再次加入烏克蘭武裝部隊。2024年1月7日，克里夫佐夫的母親表示其子已死亡，並引用克里夫佐夫陣亡前一日發佈的詩，稱：「我最親愛的兒子將會綻放紫羅蘭」。而烏克蘭筆會跟進發表聲明，表示克里夫佐夫在前線中陣亡。

## 著作
克里夫佐夫從少年時代就開始寫詩。他的詩作曾刊登在一些合集中，與其他作者的作品並列，例如《愛之書2.0.愛與戰爭》、《在家的地方：112首關於愛與戰爭的詩》、《21世紀搖籃曲 Vol. 1：什麼能讓你入睡？》。
烏克蘭樂團「Yurcash」用他的詩作創作一些歌曲，例如《高貴的女士》、《他在軍隊，她在後方》、《黃色膠帶》（這首歌出現在電影《我們的貓咪》中）。
他在2023年出版了一本原創詩集，名叫《戰場上的詩》（Вірші з бійниці）。這本詩集記錄他在前線的所見所聞，並獲得了烏克蘭筆會的高度評價，被列為2023年烏克蘭最優秀的書籍名單之一。
他在書中表達他想讓讀者們體驗他在戰場上的生活：
我還沒有準備好面對這一切，也不知道怎麼接受我的詩作能被人觸摸，聞到它的味道。我也不知道該怎麼寫，才能讓你們跟我一起走進我的世界。

來吧，坐在破爛的牆上。感受著空氣中的濕氣和火藥味。聽聽春天來臨時，鳥兒的歌聲和敵人的機器在午後工作的聲音。然後，走近戰壕——看看吧。
根據作家柳布科·德雷什（Любко Дереш）所說，克里夫佐夫正在創作小說，但尚未完成。
在克里夫佐夫陣亡前一日，他發佈一首以一名陣亡的士兵的視角，描述了自己的身體如何被分解和融入大自然，最後化作一朵紫羅蘭的詩，成為他最後的遺作。